# 重庆市沙坪坝小学
重庆市沙坪坝小学，创建于1935年，至今经过七次改名。
现址位于中华人民共和国重庆市沙坪坝区沙正街72号，是重庆市沙坪坝区示范学校。
现任校长是唐大勤。